# Betonliebe
Betonliebe ist ein Streetart-Projekt in Nürnberg-Langwasser.

## Geschichte

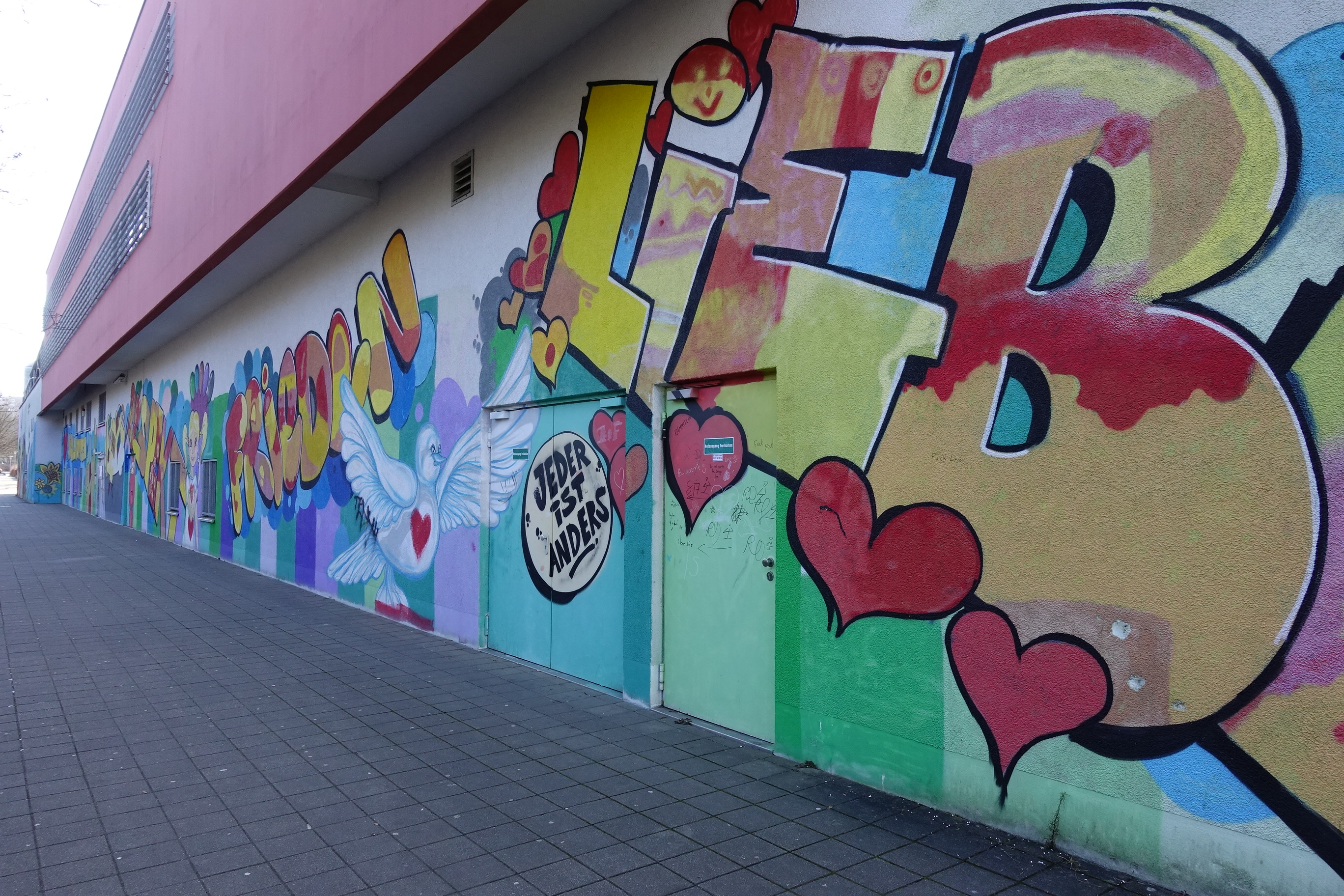
Wir sind Langwasser, wir sind bunt

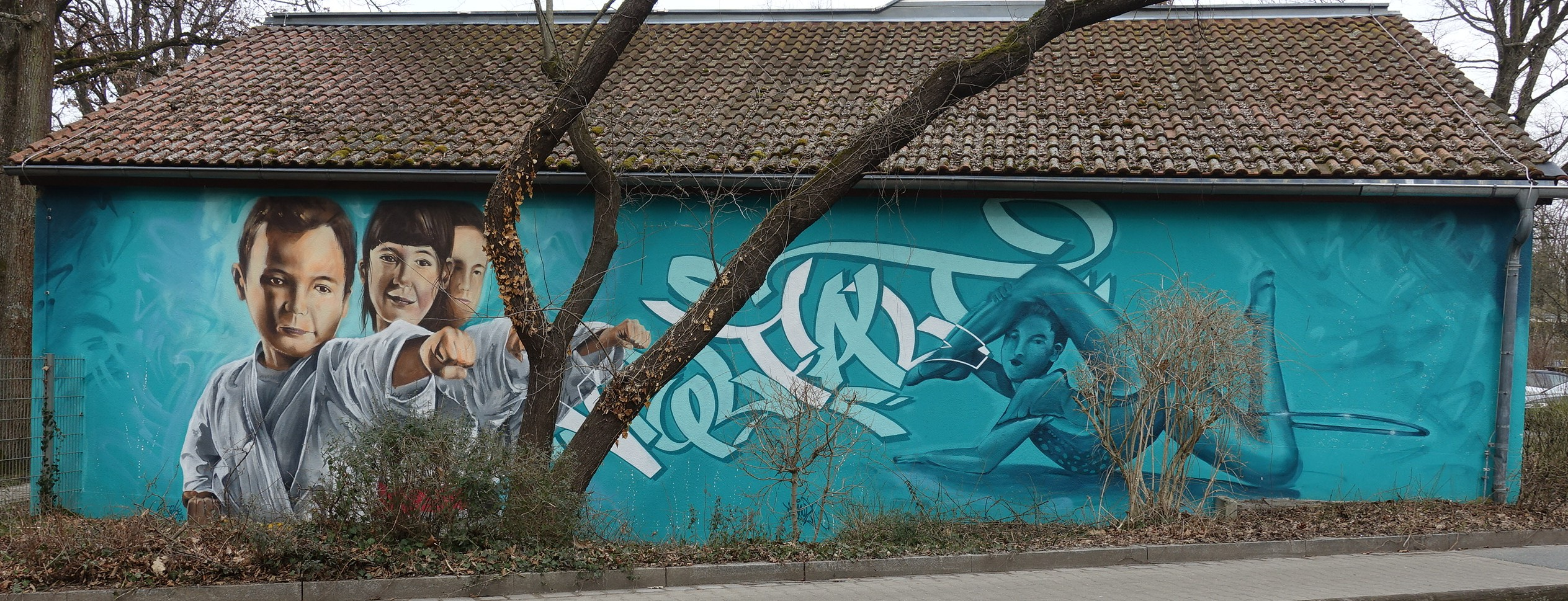
Sport meets Vielfalt

Im Rahmen des Stadtteilforums Langwasser entstand im Jahr 2014 der Arbeitskreis Streetart. Ausgangspunkt war die Kampagne Nürnberg ist bunt, die vom Amt für Kultur und Freizeit 2013 gestartet wurde und um kulturelle Vielfalt warb.
Noch bevor das Projekt Betonliebe ins Leben gerufen wurde, entstanden ab circa 2015 die ersten Murals in Nürnberg-Langwasser. So wurde beispielsweise die knapp 100 m lange Wand des Langwasser Centers als eine der ersten unter dem Titel Wir sind Langwasser, wir sind bunt gestaltet. Im Jahr 2019 wurde das Projekt Betonliebe von Carlos Lorente (Crow), Anke Hacker und Miriam Fuggenthaler aus der Taufe gehoben. Es ist angesiedelt im Gemeinschaftshaus Nürnberg-Langwasser, einer der größten Kulturläden der Stadt Nürnberg.
Das erste Mural unter dem Projektnamen Betonliebe entstand zum 70-jährigen Jubiläum des VfL Nürnberg auf dessen Gelände mit dem Titel Sport meets Vielfalt. Seither luden das Gemeinschaftshaus Langwasser und der Arbeitskreis Streetart wiederholt renommierte lokale und internationale Streetart-Künstler zur Gestaltung freier Flächen nach Langwasser ein. Ein Großteil der Arbeiten entstand in den auf die Projektgründung folgenden Jahren, da es zu dieser Zeit von verschiedenen Seiten Fördergelder und Sponsoren gab.

## Lage
Die Keimzelle der Streetart in Nürnberg-Langwasser lag ursprünglich rund um das Gemeinschaftshaus und in Langwasser Südost, insbesondere im Umkreis von Imbusch- und Giesbertstraße, weil dort die wbg Nürnberg viele Flächen zur Verfügung stellte und sich an den Kosten beteiligte. Einige der Murals wurden in eigener Regie von der wbg Nürnberg beauftragt und erst nach Fertigstellung in das Projekt Betonliebe aufgenommen. Wegen auslaufenden Förderungen entstanden in den darauffolgenden Jahren weniger Projekte. So folgten 2022 und 2023 zwei Arbeiten in Langwasser Nordwest und 2024 eine in Langwasser Südwest.
Seit 2021 bietet die Stadt Nürnberg eine Streetart-Map Langwasser für einen Rundgang zu den Murals des Betonliebe-Projekts an. Außerdem wird auf komoot eine Streetartour durch Langwasser mit dem Rad angeboten.

## Förderer
Zu den Förderern des Betonliebe-Projekts gehören
- das Gemeinschaftshaus Langwasser
- die wbg Nürnberg
- der Bürgerverein Langwasser
- Kinder- und Jugendhaus Geiza
- Lehrkräfte der Georg-Ledebour-Schule
- Mitarbeitende des Zentrums aktiver Bürger (ZAB) sowie
- Ehrenamtliche aus dem Stadtteil

Obwohl inzwischen die Förderungen ausgelaufen sind, wird versucht, zumindest ein Projekt im Jahr fertigzustellen und die Verantwortlichen freuen sich, wenn Flächen von Eigentümer für Murals zur Verfügung gestellt werden. So wurde das Parkhaus, das im Jahr 2024 in Langwasser Südwest neu gestaltet wurde, von der Eigentümergemeinschaft zur Verfügung gestellt.

## Weitere Aktivitäten

### Streetart-Festival Betonliebe
Trotz fehlender Fördergelder findet seit 2021 das Streetart-Festival Betonliebe jährlich im Juli statt (Stand 2024).
Um Kosten zu sparen, orientiert sich der Termin für das Festival am jährlich stattfindenden Sommerfest des Gemeinschaftshauses. Im Veranstaltungskalender des Gemeinschaftshauses Langwasser kann der Termin abgefragt werden.

### Streetart-Workshops
Wer die Kunst der Streetart erlernen will, kann an einem vom Gemeinschaftshaus Langwasser angebotenen offenen Streetart-Workshops teilnehmen. Die Workshops finden vornehmlich im Sommer statt. Die Termine sind im Veranstaltungskalender des Gemeinschaftshauses Langwasser hinterlegt.

## Betonliebe-Murals in Langwasser
| Bezeichnung                                      | Jahr      | Künstler | Bemerkung | Adresse / Lage                                                               | Bild           |
| ------------------------------------------------ | --------- | --- | --- | ---------------------------------------------------------------------------- | -------------- |
| Weltempfänger                                    | 2019      | Aleksandra Toborowicz, Krakau | Ein Grundigradio mit einer Skala von Ländernamen soll die Herkunftsorte und Wunschziele der Bewohner Langwassers visualisieren. | Glogauer Straße 50 49° 24′ 8″ N, 11° 8′ 10″ O                                | weitere Bilder |
| Main Walls                                       | 2021–23   | Kid Crow, Nunafrei, Momoshi, Zolar, Chroma Omada, Hannah Rabenstein, Family Crew                                                            | Diese Main Walls werden während der Betonliebe-Festivals benutzt. | Glogauer Straße 50 49° 24′ 6″ N, 11° 8′ 10″ O                                | weitere Bilder |
| Betonliebe-Freewall                              | Seit 2012 | | Kann nach Rücksprache von Jedermann genutzt werden. | Glogauer Straße 50 49° 24′ 6″ N, 11° 8′ 15″ O                                | weitere Bilder |
| Ohne Titel                                       | 2019      | Guillermo S. Quintana (Berlin) | Ein Werk mit den für Guillermo S. Quintana typischen Farben und Formen, die von seinem Heimatland Mexiko beeinflusst sind. | Glogauer Straße 30–38 49° 24′ 12″ N, 11° 8′ 6″ O                             | weitere Bilder |
| Kiss me in Langwasser                            | 2023      | Momoshi | Kiss Me ist Teil einer Serie von Glücksbringer-Wandbildern des Künstlers Momoshi. | Glogauer Straße 30–38 49° 24′ 11″ N, 11° 8′ 6″ O                             | weitere Bilder |
| Restart                                          | 2019      | BOND TruLuv (Leipzig) | BOND TruLuv bietet zu diesem surreal wirkenden Mural eine Handy-App für Erweiterte Realität an. | Reichthaler Straße 49° 24′ 10″ N, 11° 8′ 4″ O                                | weitere Bilder |
| Wir sind Langwasser wir sind bunt                | 2015/16   | Rubinstein74, Anwohner | Unter der Leitung von Rubinstein74 entstand dieses Mural im Rahmen des Workshop Jeder ist anders, doch wir sind Langwasser von Schülern der Georg-Ledebour-Schule und Passanten. | Oppelner Straße 223 49° 24′ 5″ N, 11° 8′ 8″ O                                | weitere Bilder |
| Dürer trifft auf diversity, Toleranz und égalite | 2015/16   | Caploart (Nürnberg), Soma275 (Nürnberg) | Caploart und Soma275 gewährten uns einen Blick in Dürers Kopf. Wurde von Unbekannten mit Farbe übermalt. | Görlitzer Straße 51 (ehemalig)49° 24′ 3″ N, 11° 8′ 14″ O                     | weitere Bilder |
| A.D.20                                           | 2020      | Yannik Czolk, Sven Küstner | Die Flächen im Hintergrund sind nach dem Stadtplan von Langwasser gestaltet, davor dominiert Albrecht Dürer das Mural. | Ratiborstraße 4 49° 24′ 3″ N, 11° 8′ 20″ O                                   | weitere Bilder |
| Wall Writers                                     | 2020      | Kid Crow, Kamel, Stereoheat, Aloe | Das Mural Wall Writers beschäftigt sich mit der Geschichte des Style-Writing, einer speziellen Form des Graffiti, bei der Buchstaben und Zahlen grundlegende Elemente sind. | Ratiborstraße 21 49° 24′ 9″ N, 11° 8′ 28″ O                                  | weitere Bilder |
| Wurzeln und Flügel                               | 2020      | Julian Vogel | Julian Vogel bezieht sich mit diesem Mural auf die Skulpturen Allegorien des Wasser von 1971, die man ebenfalls in Langwasser findet. Die umliegenden Bäume sind nach Vogel als Teil oder Erweiterung des Bildes zu betrachten. | Giesbertsstraße 41 49° 24′ 2″ N, 11° 8′ 23″ O                                | weitere Bilder |
| Discoveries                                      | 2021      | Odour Odessa | Discoveries will die persönliche Vorstellungskraft der Betrachter aktivieren, um diese zu entdecken und weiterzuentwickeln. Hierzu dienen abstrakte Darstellungen in zwölf Rundbögen. | Giesbertsstraße 35 49° 24′ 1″ N, 11° 8′ 25″ O                                | weitere Bilder |
| Langwasser                                       | 2020      | SatOne (München) | Dieses abstrakte Mural bezieht sich auf den Bach Langwasser. | Giesbertsstraße 28 49° 24′ 3″ N, 11° 8′ 31″ O                                | weitere Bilder |
| Kunstplatz – von vielen für alle                 | 2017      | Cris Krieger, Hannah Rabenstein, Fachakademie für Sozialpädagogik, Haus der Heimat, Mittelschule Neptunweg, Georg-Ledebour-Schule, Anwohner | Der Kunstplatz – von vielen für alle besteht aus 8 Stellwänden die im Rahmen eines Festivals gestaltet wurden. | Giesbertsstraße 14 49° 24′ 0″ N, 11° 8′ 36″ O                                | weitere Bilder |
| Die Wanderin                                     | 2019      | Nasca Uno aka Armin E. Mendocilla (Berlin)                                                                                                  | Der Titel Die Wanderin bezieht sich auf Langwasser als einen Ort der Einwanderung. Der Künstler bezieht sich in der dargestellten Figur auf seine peruanischen Wurzeln. | Feulnerstraße 1 49° 23′ 57″ N, 11° 8′ 42″ O                                  | weitere Bilder |
| Together                                         | 2019      | Tizer, Shucks (London) | Der Titel Together knüpft an gemeinsame Projekte mit dem Arbeitskreis Streetart Langwasser an, die ab dem Jahre 2016 umgesetzt wurden. | Feulnerstraße 1 49° 23′ 57″ N, 11° 8′ 41″ O                                  | weitere Bilder |
| Erde, Feuer, Wasser, Luft                        | 2016–18   | Julian Vogel, Highner, Cris Krieger | Vier nach den vier Elementen gestalteten Durchgänge bilden zusammen das Kunstwerk Erde, Feuer, Wasser, Luft. | Feulnerstraße 11, Feulnerstraße 21, Giesbertsstraße 38 und 42 Hausdurchgänge | weitere Bilder |
| Gesellige Runde                                  | 2017      | Rubinstein74 | Gesellige Runde zeigte Personen die gemeinsam das Leben feiern. | Imbuschstraße 55 49° 24′ 3″ N, 11° 8′ 41″ O                                  | weitere Bilder |
| Arabesque Tribute                                | 2022      | Emesa aka Marija Silvija Ambrazeviciute, Kid Crow aka Carlos Lorente                                                                        | Emesas gestaltete das Porträt einer Frau mit ornamentalen Elementen und Crow die Schriftzüge Crow und Emesa im Stile Dares. | Giesbertsstraße 52a 49° 24′ 4″ N, 11° 8′ 37″ O                               | weitere Bilder |
| 4 Elemente                                       | 2017      | Nurban-Art-Kollektiv | Kinder des Familienzentrums Imbuschstraße und der Georg-Ledebour-Schule sammelten Ideen zu den 4 Elemente. Ausgangspunkt waren die Themen Vielfalt, Offenheit und Zusammenhalt. | Imbuschstraße 61 49° 24′ 5″ N, 11° 8′ 43″ O                                  | weitere Bilder |
| Kinderrechte                                     | 2019      | kL52, Style Scouts | Der Graffitiartist kL52 und die Nürnberger Graffiti-Akademie Style Scouts unterstützten die Kinder des Familienzentrums und Anwohner bei der Wandgestaltung. | Imbuschstraße 70–72 49° 24′ 6″ N, 11° 8′ 44″ O                               | weitere Bilder |
| Betonliebe Freewall                              |           | | Diese Freewall ist nach Anmeldung offen für alle. | Imbuschstraße 70–72 (Rückwand) 49° 24′ 8″ N, 11° 8′ 45″ O                    | weitere Bilder |
| Loomit                                           | 2019      | Loomit aka Matthias Köhler (München) | Loomit stellt mit dem Dürer-Hasen in der Bildmitte einen lokalen Bezug zu Nürnberg her. | Windthorststraße 3 49° 23′ 58″ N, 11° 8′ 45″ O                               | weitere Bilder |
| Diversity                                        | 2019      | Tizer, Shucks, Relay (London) | Tizer und Shucks gestalteten die Raumschiffe und den Raumfahrer, Relay den Schriftzug. | Windthorststraße 3 49° 23′ 58″ N, 11° 8′ 44″ O                               | weitere Bilder |
| Splashes Flowers                                 | 2020      | Cris Krieger, Highner | In Langwasser gestalteten einige lokale Künstler den Eingangsbereich der Häuser. Cris Krieger und Highner nutzen hierfür Blumen und Insekten. | Windthorststraße 9 49° 24′ 1″ N, 11° 8′ 46″ O                                | weitere Bilder |
| Bogotá to Neo Tokyo                              | 2022      | Zurik1 (Bogota), Fokus81, Carlos Lorente aka Kid Crow                                                                                       | Die international bekannte Künstlerin Zurik1 aus Bogota gestaltete mit den lokalen Graffitiartistinnen Fokus81 und Kid Crow eine Tiefgarageneinfahrt mit einem Augenpaar im Mangastil. | Imbuschstraße 32 49° 23′ 59″ N, 11° 8′ 50″ O                                 | weitere Bilder |
| Gran Turismo Mashup                              | 2022      | BustArt (Basel), Shez, Carlos Lorente aka Kid Crow                                                                                          | BustArt, Shez und Kid Crow gestalteten eine weitere Tiefgarageneinfahrt. | Imbuschstraße 46 49° 24′ 2″ N, 11° 8′ 52″ O                                  | weitere Bilder |
| Man sieht nur mit dem Herzen gut                 | 2020      | Julian Vogel, Highner aka Heiner Kies, Schüler der Georg-Ledebour-Schule                                                                    | Highner leitete einen Workshop zur Aufwertung der beiden Eingängen der Georg-Ledebour-Schule. Die Schüler wählten das Thema Weltall. Auch die Schulhöfe wurden in die Aktivitäten integriert. | Georg-Ledebour-Straße 7 49° 24′ 8″ N, 11° 8′ 54″ O                           | weitere Bilder |
| Urban Jungle                                     | 2018      | Julian Vogel | Das Bild eines Koalabärs und eines Tukans schmücken ein Trafohaus. | Reinerzer Straße 43 49° 24′ 18″ N, 11° 8′ 22″ O                              | weitere Bilder |
| Sport meets Vielfalt                             | 2019      | Sake (Córdoba) | In diesem Mural bringt Sake die Themen Sport und Vielfalt zusammen. | Salzbrunnerstraße 38–40 49° 24′ 29″ N, 11° 8′ 26″ O                          | weitere Bilder |
| Chico da Silva meets Albrecht Dürer              | 2023      | Soma 275, Ticho, Nunafrei, Skate, Seuch, Miguel Nature, Bruna Acioly, Nick, Hirlan Moura                                                    | Vier brasilianische und vier deutsche Künstler brachten ein Mural an einer Garagenrückseite an. | Otto-Bärnreuther-Straße/Scharfreiterring 13 49° 24′ 32″ N, 11° 7′ 30″ O      | weitere Bilder |
| Pipi Langstrumpf                                 | 2022      | Sip, Soma275, Caplo, Kinder vom Hort Zugspitzstraße                                                                                         | An der Garagenwand eines Kindergartens entstand ein Bild mit Pipi Langstrumpf, der Heldin vieler Kinder. | Zugspitzstraße 115 49° 24′ 34″ N, 11° 7′ 0″ O                                | weitere Bilder |
| Sprej Grad                                       | 2024      | Thor, Soma275, Drash, Akst, Marijan, Rask, Frenkie, Vutar, Carl Stylez, Hombre, Fokus                                                       | „Die Tiefgaragen-Wand in der Namslauer Straße wurde über vier Tage im Rahmen des Sprej Grad Graffiti Events von insgesamt elf Künstlern aus Nürnberg, Skopje (Nordmazedonien) und Tuzla (Bosnien) gestaltet. Thematisch wurden in der Gestaltung neben klassischen Graffiti-Styles viele typische verbindende Elemente aus den beiden Partner Städten Nürnberg und Skopje eingebaut. So stehen die großen figürlichen Motive für die vielen Marmorstatuen die man überall in der nordmazedonischen Hauptstadt bestaunen kann. Zudem wurde der Adler als Nürnberger Wappentier künstlerisch dargestellt, neben dem Schriftzug „Nürnberg Skopje“ in kyrillischer Schrift.“ | Namslauer Straße 4 49° 23′ 51″ N, 11° 7′ 57″ O                               | weitere Bilder |